# Ormesby St Michael
Ormesby St Michael – wieś w Anglii, w hrabstwie Norfolk, w dystrykcie Great Yarmouth. Leży 26 km na wschód od Norwich i 179 km na północny wschód od Londynu. Miejscowość liczy 297 mieszkańców.